# Remostreig de Lanczos

Gràfic parcial d'un senyal discret (punts negres) i de la seva interpolació de Lanczos (corba blava sòlida), amb el paràmetre de mida a igual a 1 (superior), 2 (mig) i 3 (inferior). També es mostren dues còpies del nucli de Lanczos, desplaçades i escalades, corresponents a les mostres 4 i 11 (corbes discontinues).

El filtratge de Lanczos i el remuestreig de Lanczos són dues aplicacions d'una fórmula matemàtica. Es pot utilitzar com a filtre de pas baix o per interpolar sense problemes el valor d'un senyal digital entre les seves mostres. En aquest últim cas, mapeja cada mostra del senyal donat a una còpia traduïda i escalada del nucli de Lanczos, que és una funció sinc amb finestra pel lòbul central d'una segona funció sinc més llarga. A continuació, s'avalua la suma d'aquests nuclis traduïts i escalats en els punts desitjats.
El remuestreig de Lanczos s'utilitza normalment per augmentar la freqüència de mostreig d'un senyal digital o per desplaçar-lo en una fracció de l'interval de mostreig. Sovint també s'utilitza per a la interpolació multivariant, per exemple per canviar la mida o girar una imatge digital. S'ha considerat el "millor compromís" entre diversos filtres senzills per a aquest propòsit.

Lanczos windows per a = 1, 2, 3.

El filtre porta el nom del seu inventor, Cornelius Lanczos (Hungarian pronunciation: [ˈlaːnt͡soʃ] ).

Nuclis de Lanczos per als casos a = 2 i a = 3. Tingueu en compte que la funció obté valors negatius.

## Definició

### Nucli de Lanczos
L'efecte de cada mostra d'entrada sobre els valors interpolats es defineix pel nucli de reconstrucció del filtre L(x), anomenat nucli de Lanczos. És la funció sinc normalitzada sinc(x), finestrada (multiplicada) per la finestra de Lanczos, o finestra sinc, que és el lòbul central d'una funció sinc estirada horitzontalment sinc(x/a) per −a ≤ x ≤ a.
{\displaystyle L(x)={\begin{cases}\operatorname {sinc} (\pi x)\operatorname {sinc} (\pi x/a)&{\text{if}}\ -a<x<a,\\0&{\text{otherwise}}.\end{cases}}}
De manera equivalent,
{\displaystyle L(x)={\begin{cases}1&{\text{if}}\ x=0,\\{\dfrac {a\sin(\pi x)\sin(\pi x/a)}{\pi ^{2}x^{2}}}&{\text{if}}\ -a\leq x<a\ {\text{and}}\ x\neq 0,\\0&{\text{otherwise}}.\end{cases}}}
El paràmetre a és un nombre enter positiu, normalment 2 o 3, que determina la mida del nucli. El nucli de Lanczos té 2a − 1 : un de positiu al centre i a − 1 lòbuls alternatius negatius i positius a cada costat.

## Avantatges

Una finestra de Lanczos discreta i la seva resposta en freqüència ; vegeu la funció de finestra per comparar-les amb altres finestres.

El filtre de reconstrucció teòricament òptim per A senyals de banda limitada és el filtre sinc, que té un suport infinit. El filtre Lanczos és una de les moltes aproximacions pràctiques (finalment compatibles) del filtre sinc. Cada valor interpolat és la suma ponderada de 2a mostres d'entrada consecutives. Per tant, variant el paràmetre 2a es pot canviar la velocitat de càlcul per millorar la resposta de freqüència. El paràmetre també permet triar entre una interpolació més suau o una preservació de transitoris nítids a les dades. Per al processament d'imatges, la compensació és entre la reducció d'artefactes d'àlies i la preservació de vores nítides. Igual que amb qualsevol processament d'aquest tipus, no hi ha resultats per a les vores de la imatge. Augmentar la longitud del nucli augmenta el retall de les vores de la imatge.El filtre Lanczos s'ha comparat amb altres mètodes d'interpolació per a senyals discrets, en particular amb altres versions amb finestra del filtre sinc. Turkowski i Gabriel van afirmar que el filtre de Lanczos (amb a = 2) el "millor compromís en termes de reducció d'àlies, nitidesa i timbre mínim", en comparació amb el sinc truncat i el sinc de Bartlett, cosinus i Hann-windowed, per delmament i interpolació de dades d'imatge en 2 dimensions. Segons Jim Blinn, el nucli de Lanczos (amb a = 3) "manté les freqüències baixes i rebutja les freqüències altes millor que qualsevol filtre (aconseguible) que hem vist fins ara".
La interpolació de Lanczos és un filtre popular per "augmentar l'escala" de vídeos en diverses utilitats multimèdia, com ara AviSynth i FFmpeg.